# Lac du Flambeau (Wisconsin)
Lac du Flambeau – miasto w Stanach Zjednoczonych, w stanie Wisconsin, w hrabstwie Vilas.